# Nemzeti Energiastratégia 2030
A Nemzeti Energiastratégia 2030 című Magyarország energiapolitikai alapdokumentum a Országgyűlés 77/2011. (X. 14.) OGY határozatának  mellékleteként közzétett 150 oldalas dokumentuma. 

## Hatálya
Az Országgyűlés 2011. október 3-i ülésnapján fogadta el, hatályon kívül helyezve a  a 2008–2020 közötti időszakra vonatkozó energiapolitikáról szóló 40/2008. (IV. 17.) OGY határozatot. 
Az 1772/2018. (XII. 21.) Korm. határozat az új Nemzeti Energiastratégia megalapozását szolgáló döntésekről elrendelte az új Nemzeti Energiastratégia kidolgozását, 2019. szeptember 1. határidővel. Ennek megalapozásaként - európai uniós kötelezettség alapján - benyújtotta a Kormány a Nemzeti Energia és Klíma Tervet az Európai Bizottságnak.

## Tartalma
Megjelent a Magyar Közlöny 2011. évi 119. szám 30210-30359. oldalán  A 30220. oldalon szerepel az alábbi felsorolás:
A Nemzeti Energiastratégia céljaihoz kapcsolódó, az OGY határozatban is feltüntetett főbb intézkedések:
1. Fenntartható energiagazdálkodási törvény megalkotása 
2. Energiahatékonyság növelése
```
a. Nemzeti Energiahatékonysági Cselekvési Terv 
[
9
]

b. Épületenergetikai Stratégia 
[
10
]
[
11
]

c. Erőmű fejlesztési Cselekvési Terv
```

3. Megújuló energia hasznosítás növelése:
```
a. Magyarország Megújuló Energia Hasznosítási Cselekvési Terve
b. Megújuló energia potenciál térségi szintű feltérképezése
```

4. Közlekedésfejlesztés:
```
a. Közlekedési Koncepció
```

5. Hazai energiahordozó vagyon hasznosítása:
```
a. Készletgazdálkodási és hasznosítási cselekvési terv
```

6. Környezettudatos szemlélet kialakítása:
```
a. Szemléletformálási Cselekvési Terv
b. Energiagazdász hálózat létrehozása
```

7. Iparfejlesztési célok megvalósítása:
```
a. Energetikai iparfejlesztés és K+F+I Cselekvési Terv
```

8. Távhőszolgáltatás versenyképességének biztosítása:
```
a. Távhő-fejlesztési Cselekvési Terv
```

## Lásd még
- Paks II. Zrt.
- MVM Paksi Atomerőmű
- Napenergia Magyarországon